# La pelícana y el androide
«La pelícana y el androide» es una canción compuesta por el músico argentino Luis Alberto Spinetta que se encuentra en el álbum Privé de 1986, séptimo álbum solista y 19º en el que tiene participación decisiva Luis Alberto Spinetta. Fue compuesta durante el proyecto Spinetta/García.
En el álbum Spinetta prescinde del baterista y utiliza en todos los temas una caja de ritmos Yamaha RX-11, programada por él mismo. En este tema Spinetta (voz y guitarra) está acompañado por Juan Carlos "Mono" Fontana (Piano Grand y teclados), Ulises Butrón (guitarra de 8 cuerdas) y Osvaldo Fattoruso (percusión). El bajo fue realizado utilizando un sintetizador Casio CZ-5000, programado por Spinetta y Horacio "Chofi" Farnolo. Spinetta incorpora en este álbum por primera vez técnicas de sampling, como un relato de fútbol de José María Muñoz y un arranque de lavarropas.

## Contexto
Spinetta había disuelto a fines de 1984 su banda Spinetta Jade con la que venía tocando desde 1980 y que marcó la etapa final de lo que se ha llamado su "proyecto jazzero", iniciado en 1977. Por otra parte Spinetta venía mostrando desde Mondo di cromo (1983) un giro de su sonido hacia el techno (teclados, secuenciadores, sintetizadores, cajas de ritmos, samplers, MIDI, etc.) que caracterizó los años '80.
Durante 1985 Spinetta había trabajado con Charly García, quien también venía realizando un giro en su sonido desde el álbum Clics modernos (1983), en el marco de un enorme cambio político-cultural en Argentina, a raíz de la caída de la última dictadura militar el 10 de diciembre de 1983, que se extendería a toda América del Sur.
Finalmente el proyecto Spinetta/García quedó trunco debido a las diferencias personales que surgieron entre ellos. Fracasada la elaboración del álbum con Charly y también un intento de realizar un álbum con Pedro Aznar, en los últimos meses de 1985 Spinetta decidió sacar un álbum solista, utilizando parte del material trabajado para el disco con Charly García. 
El nuevo álbum de el Flaco llevó el nombre de Privé y fue pensado por Spinetta como respuesta al fracaso de su proyecto con Charly García. Él mismo define el álbum como "el producto de todo lo que me está pasando; de haber intentado hacer un disco con el flaco (por Charly García)". La mayoría de las canciones están explícita o implícitamente relacionadas con Charly García. El altísimo ritmo musical del álbum, frenético, "casi colérico", también ha sido asociado con el estado emocional de Spinetta luego de su ruptura con García: "A su modo, Privé es un disco de divorcio... más hecho para golpear que para bailar".
Del material trabajado para el frustrado proyecto Spinetta/García, incluyó en este álbum tres temas, "Pobre amor, llámenlo" (dedicado a Charly), "La pelícana y el androide" y "Rezo por vos", este último único tema compuesto por ambos. También incluyó otros dos temas que Spinetta ha revelado que se relacionan con García: «No seas fanática» y «Una sola cosa». En otros temas como "La mirada de Freud" (relacionado con la cocaína), "Alfil, ella no cambia nada" y "Patas de rana", las relaciones son más indirectas y libradas a la interpretación.
Fue grabado en noviembre y los primeros días de diciembre de 1985.

## El tema
El tema es el décimo track (quinto del lado B) del álbum solista Privé.
La letra cuenta la historia de una pelícana que se pierde en una tempestad y llega a "la tierra donde habita el androide". Ambos se enamoran perdidamente y procrean "aves androides". La canción termina con un consejo a una "ave de indochina perdida en la niebla" para que no se aleje de su amor, aunque él sólo sea un androide.
En el libro Spinetta: crónica e iluminaciones, Spinetta conversa largamente con Eduardo Berti sobre este tema:

- Charlemos sobre los temas de Privé. Por ejemplo "La pelícana y el androide".
- Es el único tema lírico del disco, porque el resto de las letras son algo violentas y bastante atípicas. Me llevó meses desarrollar la letra. Tenía miles de ideas y estrofas, y yo quería que no se perdiera el sentido central de la canción.
- ¿Cuál es ese sentido?
- La reacción frente a la cibernética, la ideología de la metamorfosis. El tema habla de aquello que ha logrado transformarse hasta dejar atrás su realidad originaria. Los dos protagonistas son de proveniencias tan diferentes que el verbo "procrear" no lo puse sino después de varios meses, tras buscar en vano otro que lo dijera mejor. La idea central era que no sólo se podían enamorar una pelícana y un androide, sino que además podían tener hijos, y esos hijos simbolizan el producto de esa metamorfosis.
- El fruto de la unión entre lo natural y...
- ...y lo artificial, claro. Lo que pasa es que yo creo que ambos son androides, finalmente. La pelicana también es androide. No por las características del bicho en sí, sino por la voluntad de querer unirse a un androide.
- ¿Sería algo así como máquinas con rostro cada vez más humano y seres humanos con un costado cada vez más maquinal?
-Algo así, y a la vez unidos para crear un tercer producto. El tema es una reflexión sobre la indiferencia y el desdén del mundo ante estas metamorfosis. Hay quienes sostienen que algo así no es posible, como si no estuviéramos ya constituidos por partes imposibles.

Spinetta también conversó con Juan Carlos Diez sobre "La pelícana y el androide" en el marco de las entrevistas que dieron origen al libro Martropía: conversaciones con Spinetta:

Para mí lo fundamental era desarrollar la idea de la procreación entre seres de naturaleza muy diferente... La idea misma es una metáfora.
Luis Alberto Spinetta

En el álbum Spinetta prescinde del baterista y utiliza en todos los temas una caja de ritmos Yamaha RX-11, programada por él mismo. En este tema Spinetta (voz y guitarra) está acompañado por Juan Carlos "Mono" Fontana (Piano Grand y teclados), Ulises Butrón (guitarra de 8 cuerdas) y Osvaldo Fattoruso (percusión). El bajo fue realizado utilizando un sintetizador Casio CZ-5000, programado por Spinetta y Horacio "Chofi" Farnolo. Spinetta incorpora en este álbum por primera vez técnicas de sampling, como un relato de fútbol de José María Muñoz y un arranque de lavarropas.
El papel de Fontana en los teclados se encuentra entre sus participaciones más destacadas junto a Spinetta:

Cualquier spinetteano maníaco sabe que suyo es el Oberheim que viste “La pelícana y el androide”, divina balada de Privé.

## Reedición en 2024
La canción fue relanzada en 2024 por Charly García, en un álbum llamado La lógica del escorpión. 